# Maria Catarina Brignole
Maria Catarina Brignole (Palazzo Rosso, 7 de outubro de 1737 — Wimbledon, 18 de março de 1813), foi princesa consorte de Mônaco como esposa do príncipe Honorato III de Mônaco. Após o divórcio, tornou-se princesa de Condé como esposa do conde Luís V José de Bourbon-Condé.

## Biografia
Maria Catarina foi a filha do Marquês de Groppoli, Giuseppe Brignole e de Maria Ana Balbi.
Seu pai era embaixador da França, fazendo com quem Maria e sua mãe, Maria Ana, frequentasse os salões de Paris e a Corte de Versalhes. Seu biógrafo, Philippe Paul, conde de Ségur, a chamava de a mais bela mulher da França;
Maria se apaixonou pelo Príncipe de Condé, Luís José, filho de Luís Henrique, Duque de Bourbon e de Carolina de Hesse-Rotenburg. Porém, em 1755, sua mãe propôs um casamento entre sua filha e seu próprio antigo amante, o Príncipe Honorato III de Mônaco, que era quase 17 anos mais velho que Maria Catarina. Seu pai, contudo, não concordava com a ideia em razão da má reputação de Honorato, assim como havia a possibilidade dele herdar a fortuna de Giuseppe. Mas a intervenção de Luís XV de França e de Madame de Pompadour, o levou a dar seu consentimento em 1757. Os dois se casaram em 1751.
Os casal teve dois filhos apenas:
- Honorato IV de Mônaco (17 de maio de 1758 - 16 de fevereiro de 1819), sucessor de seu pai, casado com Luísa de Aumont, com quem teve filhos;
- José de Mônaco (10 de setembro de 1763 - 18 de junho de 1816), casou-se primeiro com Marie Thérèse de Choiseul, com quem teve filhos. Com a execução de sua esposa durante a Revolução Francesa, se casou de novo com  Frances Rainford, que não lhe deu filhos.

Maria vivia em Matignon, passando seu dias com o Príncipe de Condé, e raramente participava ativamente da Corte. Em razão de vários motivos, seu marido ficou cada vez mais ciumento. Quando a esposa de Luís José, Carlota de Rohan morreu em 1760, seu relacionamento com Maria Catarina se tornou mais sério.
Em 1774, Maria e Luís começaram a construir o Hotel de Mônaco, em Paris, como residência permanente da Princesa, sendo completado em 1777. Foi durante essa época, que Honorato percebeu que seu casamento estava terminado e voltou sua atenção para suas amantes. Ela, então, escreveu para seu ex-marido que a relação entre os dois poderia ser resumida em três palavras: ganância, coragem e ciúme.
Maria e Luís viveram juntos até a Revolução Francesa, quando então partiram para a Alemanha, e em seguida para a Grã-Bretanha. Com a morte do Príncipe de Mônaco em 1795, os dois se casaram em 24 de outubro de 1798, em Londres. O príncipe era o líder do exército emigrante Condé, e ela utilizou sua fortuna para ajudar a financiar o exército francês exilado.
Morreu em Wimbledon, em Londres, em 18 de março de 1813, e foi enterrada em 5 de abril de 1813 na Igreja de São Luís, em Somers Town.